# Alerta roja (película de 1977)
Alerta roja (título original: Red Alert) es un telefilme estadounidense de suspenso de 1977 dirigida por William Hale y protagonizada por William Devane y Michael Brandon. Está basado en una novela de Harold King.

## Argumento
En Minnesota, Estados Unidos un accidente ocurre en la planta nuclear Birchfield según la computadora PROTEUS, que se encarga de la seguridad nuclear del país. En ese accidente la refrigeración queda dañada y la temperatura sube a 1000 °C. Además ha salido radiación, según la computadora. Por ello el comandante Stone, responsable de la seguridad de las centrales nucleares del país, ordena el cierre de la planta con 14 de sus trabajadores dentro, los cuales mueren todos. Luego, recluta a los policías nucleares Frank Brolen y Carl Wyche para que investiguen lo ocurrido, ya que son los más cercanos a la planta, que está además dentro de su jurisdicción. 
Stone se prepara entonces para la eventualidad de que ocurra un síndrome de China, lo que significaría el peor accidente nuclear posible, que haría radioactivo a Estados Unidos, sin informar a la prensa para no causar pánico en el público. Mientras tanto, Brolen y Wyche investigan lo ocurrido. Durante las investigaciones tienen que averiguar, si lo ocurrido fue error humano, defecto en material o sabotaje.  
Descubren que la mujer de uno de los 14 trabajadores, Howard Ives, se ha suicidado y que pidió a que detengan a su marido. porque estaba convencido de que iba a destruir la planta motivado por un deseo de venganza, porque las autoridades contribuyeron a la muerte de su única hija durante una manifestación. También descubren que tenía los ingredientes en su casa para hacer un sabotaje en el reactor nuclear, con bombas suficientes para conseguirlo. 
Al mismo tiempo Wyche se encarga que su familia se vaya a Nueva York para que estén seguros de un eventual desastre nuclear, la cual es traicionada luego por la madre de su mujer Judy, a quien avisó al respecto, la cual prefiere ir con sus amigos que luego avisó que con ella sacrificando para ello a su hija y a sus dos nietos aprovechando para ello de que tienen que ir luego con otro avión por un imprevisto para llevarlo a cabo.
Finalmente descubren, que Ives no pudo poner a tiempo las bombas necesarias para causar el sabotaje, que realmente era un accidente de refrigeración y que el accidente fue luego escalado por la computadora PROTEUS, que registró una radiación que no había y cerró la planta, lo que empeoró aún más las cosas junto con la falta de la flexibilidad del comandante, que creyó a la computadora más que el hombre del lugar que dijo que no había radiación. 
El malfuncionamiento y el subir de información a la computadora respecto a Ives desencadenó entonces una serie de malentendidos dentro de la computadora que casi llevan a la destrucción de la planta, un acontecimiento que Ives previó también ante la eventualidad de que él fallara. También se descubre, que Ives había entrado en la planta para terminar con su plan. Sin embargo había muerto junto con los demás trabajadores.  
Aun así Brolen y Wyche, descubriendo la trama de Ives, pueden evitar el desastre juntos a tiempo improvisando para ello y poniendo todo correspondientemente en su sitio. Luego Wycha informa a su mujer que todo está en orden y descubre con satisfacción que su madre acabó aterrizando con el avión que cogió en Anchorage, Alaska, mientras que Stone sale mal parado de lo ocurrido, por lo que tendrá que responsabilizarse por la muerte de los 14 trabajadores que él causó. 

## Reparto
- William Devane - Frank Brolen
- Michael Brandon - Carl Wyche
- Adrienne Barbeau - Judy Wyche
- Ralph Waite - Comandante Stone
- David Hayward - Cadwell
- M. Emmet Walsh - Sweeney
- Don Wiseman - Yancy
- Don Rausch - Dryer
- Jim Danko - Parkins
- John Martin - Ajax
- Howard Finch - Holland
- Jim Siedow - Howard Ives
- Lois Fleck - Marie Ives

## Recepción
En el presente la película ha sido valorada por usuarios del portal de información cinematográfica IMDb. Allí recibió con 218 votos registrados una media ponderada de 6,8 sobre 10.